# Команмелна
Команмелна (марій. команмелна — тришарові млинці, листкові млинці) — борошняна страва марійської національної кухні.

## Етимологія
Продукт являє собою листкові млинці з різних видів борошна. Назва походить від марійських слів «коман» — листковий і «мелна» — млинець.

## Склад
Верхній млинець випікається з 150 г вівсяного борошна і 250 г сметани. Середній млинець — з 50 г вівсяного борошна, 100 г сметани і 150 г кислого молока або кефіру. Для нижнього млинця знадобиться 300 г пшеничного борошна і 3—4 яєць.

## Сервірування
Перед вживанням запікали на сковороді в печі. Один з неодмінних ритуальних продуктів під час моління в марійській традиційній релігії.